# 대전MBC 특급작전
대전MBC 특급작전은 대전MBC 표준FM(대전, 세종, 충남권 FM 92.5㎒, 서산 FM 91.3㎒, AM 765㎑)에서 평일 저녁 6시 5분부터 밤 8시까지 방송됐던 대전·세종·충남 지역의 퇴근길 라디오 프로그램이다. 2014년 11월 14일 자로 18년만에 폐지되었다.

## 역대 DJ
- 김경섭, 박경량
- 김준모, 이영주
- 김준모, 홍수진
- 김준모, 김행은
- 김준모, 이여진
- 김준모, 김진희
- 김경섭, 김보은
- 김경섭, 김선지
- 김주홍, 김선지
- 강태섭, 박정희

## 같이 보기
- 대전문화방송
- MBC 표준FM
- 특급작전

| 대전MBC 표준FM 평일 프로그램 |                          |                          |
| 이전                         | 대전MBC 특급작전 1·2부   | 다음                     |
| MBC 6시 뉴스                 | 대전MBC 특급작전 1·2부   | MBC 뉴스포커스           |
| 저녁 6시 ~ 저녁 6시 5분      | 저녁 6시 5분 ~ 저녁 7시  | 저녁 7시 ~ 저녁 7시 20분 |
| 전국방송                     | 대전·세종·충남 지역 방송 | 전국방송                 |

| 대전MBC 표준FM 평일 프로그램 |                          |                      |
| 이전                         | 대전MBC 특급작전 3·4부   | 다음                 |
| MBC 뉴스포커스               | 대전MBC 특급작전 3·4부   | MBC 뉴스데스크       |
| 저녁 7시 ~ 저녁 7시 20분     | 저녁 7시 20분 ~ 밤 8시   | 밤 8시 ~ 밤 8시 30분 |
| 전국방송                     | 대전·세종·충남 지역 방송 | 전국방송             |